# Jean-Baptiste Haÿez
 (février 2025).
 (février 2025).
Pour les articles homonymes, voir Hayez.
Jean-Baptiste-Édouard Haÿez, né le 26 mai 1804 à Bruxelles et mort le 16 novembre 1891 à Saint-Josse-ten-Noode, est un militaire et homme politique belge.
Haÿez était le fils de l'imprimeur éditeur Frédéric-Maximilien Haÿez et de Marie-Thérèse Pion. Il décrocha un doctorat en mathématiques et sciences naturelles en 1829 à l'Université d'État de Louvain.
Colonel d'artillerie, il fut élu membre de la Chambre des représentants de Belgique par l'arrondissement administratif d'Anvers de 1863 à 1872.

## Sources
- Le Parlement belge, p. 340.
- L'Ordre de Léopold, I, p. 148;
- J. De Le Court, Dictionnaire des anonymes et pseudonymes (XVe siècle-1900), Brussel, 1960, p. 1138.

- Ressource relative à plusieurs domaines :   - ODIS